# 博基夫
49°15′25″N 24°54′18″E / 49.25694°N 24.90500°E
博基夫（烏克蘭語：Боків）是位於烏克蘭西部特諾皮爾州裏特諾皮爾區的村莊，始建於1440年，面積16.1平方公里，海拔高度414米，2001年人口462，人口密度每平方公里28.7人。